# György Orbán
György Orbán, né le 12 juillet 1947 à Târgu Mureș (Roumanie), est un compositeur hongrois.

## Biographie
Orbán étudie, puis enseigne à l'académie de musique Cluj-Napoca jusqu'en 1979. Il émigre alors en Hongrie, où il devient professeur à l'académie de musique Liszt de Budapest en 1982.

## Œuvre
- Ave verum corpus